# Groep GAZ
Groep GAZ (Russisch: Группа ГАЗ, Groeppa GAZ), vaak kortweg GAZ genoemd, is het grootste autoconcern van Rusland. Het heeft haar hoofdkantoor in Moskou en werd opgericht in 2000 als RusPromAvto.
In 2005 werden de bezittingen geherstructureerd en werd het concern hernoemd tot Groep GAZ. Het concern maakt via het bedrijf Roesskieje Masjiny (Русские машины) onderdeel uit van de financiële groep Bazovy Element (Базовый элемент) van zakenman Oleg Deripaska. De naam is afgeleid van het belangrijkste bedrijfsonderdeel; de Gorkovski Avtomobilny Zavod (GAZ-fabriek).

## Activiteiten
De activiteiten zijn verdeeld over zes divisies: lichte bestelwagens en personenwagen, autobussen, vrachtwagens, speciale voertuigen voor de bouw, benzine- en dieselmotoren en versnellingsbakken.
Elke divisie bedient een marktsegment met eigen productiefaciliteiten en distributienetwerk. De groep heeft 17 productievestigingen verdeeld over 10 verschillende regio’s van Rusland. De meerderheid van alle voertuigen worden binnenlands afgezet, een deel wordt afgezet in voormalige republieken van de Sovjet-Unie en een fractie wordt naar andere markten geëxporteerd. In 2005 produceerde het concern nog 55.055 auto's, 169.268 vrachtwagens en kleine bussen (onder andere marsjroetkas) en 18.716 bussen. Het voorlopige jaarresultaat voor 2005 bedroeg US$ 3 miljard en het EBITDA US$ 315 miljoen. Binnen Rusland heeft de groep aanzienlijk marktaandelen voor haar producten; met betrekking tot autobussen was dit zo’n 77% in 2009.
In 2006 nam het de Britse fabrikant LDV over, dat voornamelijk bestelwagens produceerde. De productie van LDV's met het stuur rechts in Birmingham bleef gehandhaafd, maar GAZ wilde vanaf 2008 ook de LDV Maxus bouwen in de GAZ-fabriek in Nizhny Novgorod met het stuur links. GAZ wilde met de overname van LDV een sterke expansie in Europa bewerkstelligen. De plannen werden niet gerealiseerd en in juni 2009 werd het faillissement van LDV uitgesproken.
Over het jaar 2011 behaalde de GAZ Groep een omzet van US$ 4,1 miljard en een nettowinst van US$ 263 miljoen. Van de totale omzet werd 85% gerealiseerd in Rusland. 

## Aandeelhouders
Er staan gewone en preferente aandelen van het bedrijf genoteerd aan de beurs van Moskou.
De grootste aandeelhouder van Groep GAZ was OAO Russian Machines met een belang van 61% per 1 april 2010, 22,8% is in handen van minderheidsaandeelhouders en ten slotte hebben twee dochterondernemingen van Groep GAZ ook nog een belang van circa 16%. Het belang van de Russische overheid is een marginale 0,2%.
Op 6 april 2018 werden Amerikaanse sancties bekendgemaakt die Amerikanen verbieden om zaken te doen met bedrijven van zeven Russische oligarchen, waaronder Deripaska. Na de aankondiging halveerde de koers van de aandelen Groep GAZ. Voor Groep GAZ werd een uitzondering gemaakt tot de zomer van 2019 om Deripaska tijd te geven om afstand te doen van zijn belangen of de zeggenschap in het bedrijf te verminderen. In april 2019 was er nog weinig vooruitgang geboekt en Deripaska luidde de noodklok voor zijn bedrijf. Hij zag anders een faillissement of nationalisatie van het bedrijf mits er geen oplossing wordt gevonden. In december 2019 was de situatie hieromtrent nog niet duidelijk en staan de 40.000 banen van Groep GAZ nog steeds op het spel.

## Lijst van ondernemingen
Tot de lijst van ondernemingen die behoren tot de groep GAZ behoren onder andere:
- GAZ - Gorkovski Avtomobilny Zavod (Nizjni Novgorod, oblast Nizjni Novgorod)
- PAZ - Pavlovski Avtoboesny Zavod (Pavlovo, oblast Nizjni Novgorod)
- GolAZ - Golitsynski Avtoboesny Zavod (Golitsino, oblast Moskou)
- SAZ - Saranski Zavod Avtosamosvalov (Saransk, Mordovië)
- JaMZ-Avtodizel - Jaroslavski Motorny Zavod divisie Avtodizel (Jaroslavl, oblast Jaroslavl)
- LiAZ - Likinski Avtoboesny Zavod (Likino-Doelevo, oblast Moskou)
- KAvZ - Koerganski Avtoboes Zavod (Koergan, oblast Koergan)
- URALavto - Avtomobilny Zavod "Oeral" (Miass, oblast Tsjeljabinsk)